# Arrondissement di Jérémie
L'arrondissement di Jérémie è un arrondissement di Haiti facente parte del dipartimento di Grand'Anse. Il capoluogo è Jérémie.

## Geografia antropica

### Suddivisioni amministrative
L'arrondissement di Jérémie comprende 5 comuni:
- Jérémie
- Abricots
- Chambellan
- Moron
- Trou-Bonbon